# Paroisse d'Andover
Cet article concerne la paroisse civile et le district de services locaux canadien. Pour le village, voir Perth-Andover. Pour les autres significations, voir Andover.
La paroisse d'Andover est à la fois une paroisse civile et un ancien district de services locaux (DSL) canadien situé dans le comté de Victoria, à l'ouest du Nouveau-Brunswick. Dans le cadre de la réforme de la gouvernance locale du 1er janvier 2023, le territoire du DSL a été réparti entre le village de Southern Victoria et le district rural de la Vallée-de-l'Ouest.

## Toponyme
Andover fut probablement nommé ainsi par un certain M. Sisson, originaire d'Andover, au Royaume-Uni.

## Géographie

### Situation
La paroisse d'Andover se trouve dans le comté de Victoria, à 100 kilomètres de route au sud-est d'Edmundston et à 177 km au nord-ouest de Fredericton. La paroisse est bordée à l'est par le fleuve Saint-Jean, au nord par la rivière Aroostook et au sud par la rivière de Chute. L'état américain du Maine se trouve à l'ouest.
La paroisse d'Andover est limitrophe de la paroisse de Grand-Sault au nord, d'Aroostook, de Tobique 20 et de Perth-Andover au nord-est, de la paroisse de Perth à l'est, de la paroisse de Kent au sud-est et de la paroisse de Wicklow au sud. Du côté américain, à l'ouest, se trouve Fort Fairfield et Easton. Mars Hill n'est distante que d'environ 150 m au sud-ouest. La ville la plus proches est Grand-Sault, à 39 km au nord.

### Hameaux et lieux-dits
La paroisse comprend les hameaux de Bairdsville, Beaconsfield, Blue Hill, Carlingford, Dover Hill, Good Corner, Hillandale et Turner Settlement.

## Histoire
De nombreux artéfacts ont été découverts près des chutes, signifiant la présence d'un ancien village malécite.
Le village d'Andover, désormais un quartier de Perth-Andover, est fondé par les frères Murphy, des Irlandais, en 1816. En 1817, le régiment de Kent s'installe le long du fleuve, entre la rivière de Chutes et la rivière Aroostook, excepté peut-être dans un soi-disant « établissement acadien ». Bairdsville est fondé en 1823 par des colons de la basse vallée du fleuve, suivis par des membres de leurs familles. Des colons en provenance de la paroisse de Maugerville et de la basse vallée du fleuve grossissent ensuite la population du village d'Andover, qui devient le centre de l'industrie forestière de la région et atteint son apogée entre les années 1840 et 1870. Carlingford est fondé vers 1840 par l'expansion des communautés du fleuve Saint-Jean via le portage vers la rivière Aroostook.

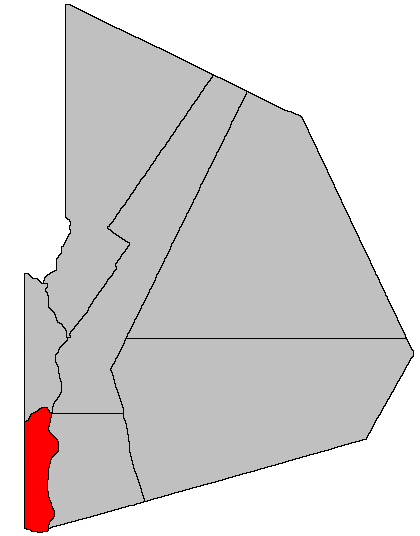
Situation sur une carte des paroisses civiles du comté de Victoria (certains DSL et municipalités ne sont donc pas montrés).

- 1833: Érection de la paroisse d'Andover dans le comté de Carleton.
- 1844: Création du comté de Victoria, dont la paroisse d'Andover fait maintenant partie, avec une portion du comté de Carleton.
- 1853: Création de la paroisse de Grand-Sault à partir de la moitié nord de la paroisse d'Andover

La municipalité du comté de Victoria est dissoute en 1966. La paroisse d'Andover devient un district de services locaux en 1967.

## Démographie
| 2001  | 2006 | 2011 | 2016 |
| ----- | ---- | ---- | ---- |
| 1 003 | 856  | 942  | 891  |

## Administration

### Comité consultatif
En tant que district de services locaux, la paroisse d'Andover est en théorie administré directement par le Ministère des Gouvernements locaux du Nouveau-Brunswick, secondé par un comité consultatif élu composé de cinq membres dont un président. Il n'y a actuellement aucun comité consultatif.

### Commission de services régionaux
La paroisse d'Andover fait partie de la Région 12, une commission de services régionaux (CSR) devant commencer officiellement ses activités le 1er janvier 2013. Contrairement aux municipalités, les DSL sont représentés au conseil par un nombre de représentants proportionnel à leur population et leur assiette fiscale. Ces représentants sont élus par les présidents des DSL mais sont nommés par le gouvernement s'il n'y a pas assez de présidents en fonction. Les services obligatoirement offerts par les CSR sont l'aménagement régional, l'aménagement local dans le cas des DSL, la gestion des déchets solides, la planification des mesures d'urgence ainsi que la collaboration en matière de services de police, la planification et le partage des coûts des infrastructures régionales de sport, de loisirs et de culture; d'autres services pourraient s'ajouter à cette liste.

### Représentation et tendances politiques
Nouveau-Brunswick: Andover fait partie de la circonscription provinciale de Victoria-Tobique, qui est représentée à l'Assemblée législative du Nouveau-Brunswick par Wes McLean, du Parti progressiste-conservateur. Il fut élu en 2010.
 Canada: Andover fait partie de la circonscription électorale fédérale de Tobique—Mactaquac, qui est représentée à la Chambre des communes du Canada par Michael Allen, du Parti conservateur. Il fut élu lors de la 39e élection générale, en 2006, et réélu en 2008.

## Économie
Entreprise Grand-Sault, membre du Réseau Entreprise, a la responsabilité du développement économique.

## Vivre dans la paroisse d'Andover
Le Sentier international des Appalaches longe le fleuve Saint-Jean.
L'église St. George de Bairdsville est une église anglicane.
Le bureau de poste et le détachement de la Gendarmerie royale du Canada le plus proche est à Perth-Andover.
Les anglophones bénéficient des quotidiens Telegraph-Journal, publié à Saint-Jean, et The Daily Gleaner, publié à Fredericton. Ils ont aussi accès à l'hebdomadaire Victoria Star, publié à Grand-Sault. Les francophones ont accès par abonnement au quotidien L'Acadie nouvelle, publié à Caraquet, ainsi qu'à l'hebdomadaire L'Étoile, de Dieppe.